# Amaxia dyuna
Amaxia dyuna là một loài bướm đêm thuộc phân họ Arctiinae, họ Erebidae.